# 個人識別碼
個人識別碼（英語：Personal identification number，縮寫為 PIN），又譯為用戶個人識別號碼，常被稱為PIN碼（PIN number），是一串數字構成的通行碼，用來認證使用者身份，授權他進入系統。常用於ATM卡與信用卡系統中。

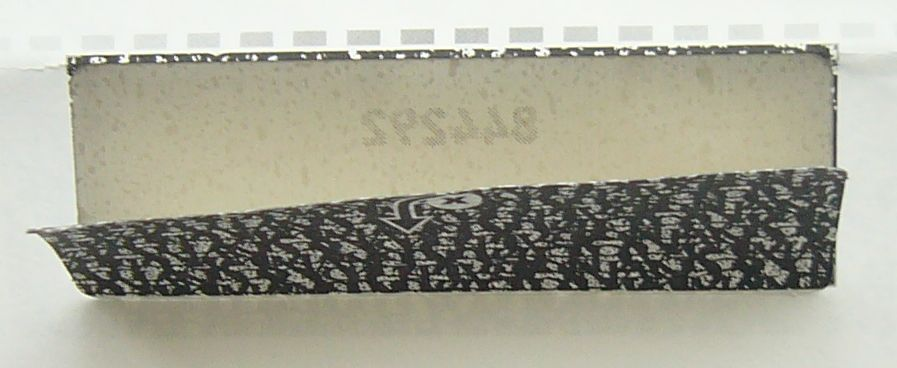
個人識別碼

## 歷史
在1966年，詹姆斯·古德菲洛發表了個人識別碼以及自動提款機專利。1967年，巴克萊銀行在倫敦布署了第一個自動櫃員機（ATM）系統，首次應用個人識別碼，使用在支票上，用機器可辨讀的格式，來辨識使用者的身份。